# 류드밀라 파블리첸코
류드밀라 미하일로브나 파블리첸코(러시아어: Людми́ла Миха́йловна Павличе́нко, 우크라이나어: Людмила Михайлівна Павличенко 류드밀라 미하일리우나 파울리첸코[*], 혼전 성씨: 벨로바·Бело́ва·Бєлова, 1916년 7월 16일 ~ 1974년 10월 10일)는 우크라이나 출신의 소련 여군이자, 제2차 세계 대전 중 붉은 군대 저격수였다. 제2차 세계 대전에서 309명 병사를 사살하여 "죽음의 여인"이라는 별명으로 부를 정도로 최고 저격수 가운데 한 사람으로 간주한다. 역사상 가장 성공적인 여성 저격수이기도 하다.

## 생애
류드밀라 파블리첸코는 1916년 7월 16일에 러시아 제국(현재의 우크라이나) 빌라체르크바에서 태어났으며, 14세 시절에 가족들과 함께 키예프로 이주했다. 준군사조직 산하 사격부에 가입하면서 아마추어 사격 선수로 활동하는 한편 키예프에 위치한 아스날 공장에서 분쇄기 전문 노동자로 근무했다. 1937년에는 보흐단 흐멜니츠키의 생애에 관한 논문을 통해 키예프 대학교로부터 역사학 석사학위를 받았다.
제2차 세계 대전이 진행 중이던 1941년 6월에 나치 독일이 바르바로사 작전을 통해 소련을 전격 침공했다. 키예프 대학교에 재학 중이던 파블리첸코는 소련 제25소총병사단에 입대를 신청하게 된다. 비교적 안전한 간호사로 복무할 수도 있었지만 파블리첸코는 이를 거절하고 저격수로 복무하기를 원했다.
신체 검사와 저격수 적성 시험에 합격한 파블리첸코는 1941년 8월에 일어난 오데사 포위전에 참전했다. 이 과정에서 파블리첸코는 오데사 인근에서 187명의 적군 병사들을 사살했다. 1941년 10월 추축국 군대가 오데사를 점령하면서 파블리첸코는 크림반도에 위치한 세바스토폴로 철수하게 된다. 1941년 10월에 일어난 세바스토폴 포위전에서는 독일군 병사 257명을 사살했다.
1942년 5월에는 육군 중위 계급으로 격상되었으며 1942년 하반기에는 캐나다, 미국을 방문했다. 특히 소련 출신 인사로는 처음으로 백악관을 방문하여 프랭클린 D. 루스벨트 대통령의 영접을 받기도 했다. 1943년에는 소련 정부로부터 금성훈장, 소비에트 연방영웅 칭호를 받았고 퇴역하기 이전에는 육군 소령 계급을 받았다.
파블리첸코는 제2차 세계 대전의 종식과 함께 키예프 대학교 역사학과를 졸업하면서 역사학자로 활동했다. 1945년부터 1953년까지 소련 해군의 연구 조교로 근무했다. 그 밖에 소련 퇴역 군인 위원회로 근무했다. 1974년 10월 10일에 러시아 모스크바에서 사망했으며 그의 시신은 모스크바에 위치한 노보데비치 묘지에 안치되었다.

## 사진

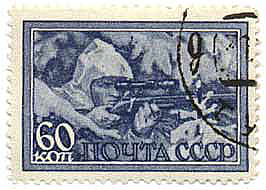
1943년 소련에서 발행된 우표에 그려진 류드밀라 파블리첸코
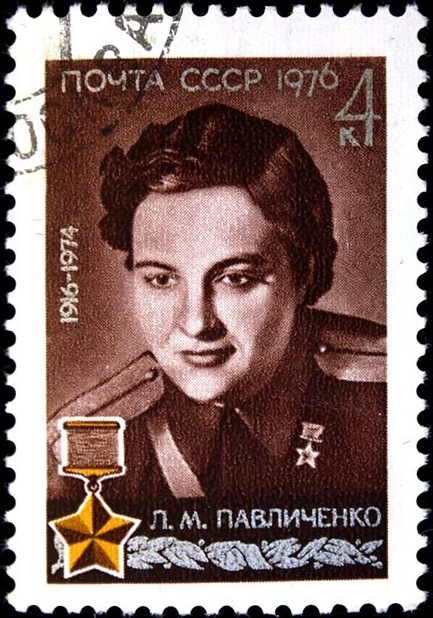
1976년 소련에서 발행된 우표에 그려진 류드밀라 파블리첸코

## 같이 보기
- 로자 샤니나
- 리디아 리트뱌크